# Torrent de ca n'Amer
El torrent de ca n'Amer, també conegut com a torrent de ses Planes és un curs d'aigua intermitent dels municipis de Sant Llorenç des Cardassar i Manacor, que fa de divisòria de sengles termes municipals durant el seu curs baix. El torrent s'origina a la vila de Sant Llorenç, fruit de la unió dels torrents d'en Begura de Saumà i sa Blanquera que recullen les aigües de la Serra de Calicant i dels puig d'Alpara i de les Esquerdes.
Aigües avall de Sant Llorenç creua el poble de son Carrió, on rep les aigües del torrent de son Puça i finalment desemboca a la mar mediterrània al nucli turístic de s'Illot després de recórrer un total de 12 km. (22 si compten l'origen en el torrent d'en Begura de Saumà) i drenar una superfície de 71 km². A la desembocadura forma un petit estany anomenat es riuet. Originalment aquest estany ocupava una extenció màxima de 7 hectàrees i arribava fins a 800 metres terra endins. Tanmateix als anys 70 del segle XX es decidí assecar-lo tot i després de les riuades del 1989 es canalitzà i, per tant, s'artificialitzà per complet. Tot i així gràcies a les aportacions del torrent avui dia l'estany s'ha recuperat però està lluny de ser un sistema del tot natural. Hi podem trobar alguna zona de canyissar, i la presència d'ànecs coll-verd i galàpet.

## Aiguats del 9 d'octubre de 2018
Històricament el torrent de ca n'Amer ha provocat diverses torrentades de gran magnitud, les últimes l'octubre del 2018. El 9 d'octubre de 2018, després d'un episodi de pluja extremadament abundant a la comarca de Llevant, on es varen superar els 200 l/m² en gran part de la conca. Arrel del temporal, el torrent desbordà del seu llit canalitzat i anegà bona part de la vila. Es calcula que transportà al llarg de les 4 o 5 hores que durà el temporal, entre 400 i 450 metres cúbics per segon, el que equival a 2 hm³ per hora. En total desguassà més de 8 hm³ en unes hores, més de la quantitat que drena en tot un any natural. Les conseqüències d'aquest aiguat foren devastadores, es comptavilitzaren més de 90 milions d'euros en pèrdues materials (comptan els danys d'altres torrents del Llevant) i més d'una dotzena de víctimes mortals.